# Marais (entreprise)
 (mai 2011).
Pour les articles homonymes, voir Marais (homonymie).
Groupe Marais, fondée en 1962 en France, est un constructeur de trancheuses. Le siège social ainsi que les ateliers de constructions sont situés à Durtal (Maine-et-Loire) depuis 2001. 
La société Marais via son fondateur, Jacques Marais est à l’origine en 1962 de la roue de tranchage et de la pose mécanisée de câbles ou tubes flexibles. 
La compagnie construit essentiellement des trancheuses à roue et des micro-trancheuses.

## Histoire

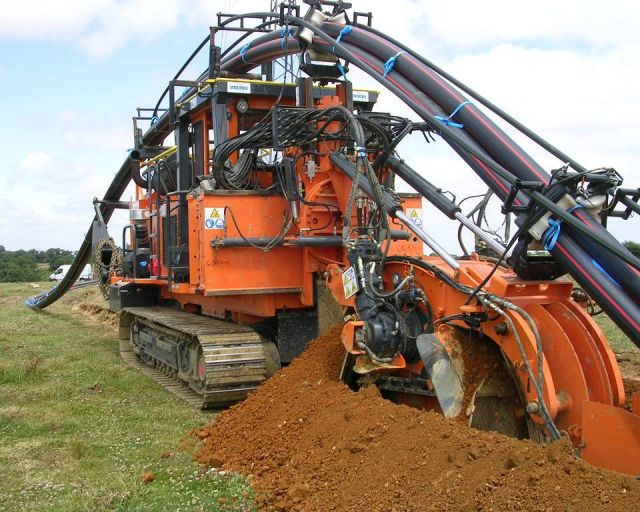
Pose mécanisée en trancheuse à roue Marais.

En 1962, Monsieur Marais, un entrepreneur installé dans le département de la Sarthe, dépose un brevet pour une roue de tranchage destinée à poser du drainage agricole : c’est le départ de la trancheuse à roue.
En 1974, l’administration des Postes et Télécommunications décide d’enfouir 40 000 km de son réseau. Monsieur Marais adapte alors ses trancheuses aux nouvelles exigences du terrain qu’il va rencontrer. L’entreprise invente le caisson de pose mécanisée et le déport latéral de l'outil et de ses équipements afin de faciliter le travail sur les accotements.
Entre 1974 et 1993, quarante trancheuses seront construites et louées aux entreprises de génie civil qui enfouissent les câbles des réseaux de télécommunications, ainsi que les réseaux d'électricité, de gaz et d'eau.
En 1995, afin de renforcer son activité, l’entreprise va s'enquérir de nouveaux marchés à la fois à l’outre-mer et à l’étranger : Maroc, Algérie, Sénégal, Colombie, Mexique, États-Unis, Canada, qui vont rapidement représenter 30 % de son chiffre d’affaires.
En 2000, l’entreprise Marais développe un procédé de micro-tranchage breveté « Cleanfast » pour le déploiement de réseaux de fibre optique en zone urbaine. Cette machine exclusive dispose d'un système d'aspiration des déblais et d'une benne basculante, limitant ainsi la quantité de matériel nécessaire sur un chantier et optimisant, par là même, le travail exécuté.
En 2001, en construisant les 12 000 km de réseaux de LDCom, devenue « 9 telecom », la société a acquis la compétence et l’expérience d’un constructeur de réseaux clef en main.
En 2005, l’entreprise Marais met en place sa première filiale au Maroc, Marais Maroc.
En 2006, elle est le leader européen de la pose mécanisée dans le domaine de l’enfouissement des réseaux d’énergie, de télécommunications et d’alimentation en eau et en gaz.
En 2008, la politique d’innovation de l’entreprise développe de nouvelles machines spécifiques toutes brevetées dans le domaine du micro-tranchage SideCut pour le marché FTTx.
En 2009, création d’une joint-venture Marais-Lucas Technologie à Sydney (Australie).
La même année (2009), acquisition de l’Entreprise par Qualium Investissement (Caisse des Dépôts et Consignation) et Ouest Croissance (Banque populaire), Étienne Dugas succède à Daniel Rivard à la présidence du Groupe Marais.
Depuis 2015, Groupe Marais est une entreprise qui fait partie du Groupe Tesmec.
En 2021, son chiffre d'affaires est de 32 584 200 €. 

## Groupe Marais
Marais fabrique des trancheuses destinées à la fois à travailler en milieu rural comme en milieu urbain. Le Groupe Marais est constitué de cinq entités :
- Groupe Marais (France)[8],[9] ;
- Marais Trenching (Afrique du Sud)[10],[11] ;
- Marais Laying (Australie et Nouvelle-Zélande)[12],[13],[14] ;
- Marais Tunisie (Tunisie)[15] ;
- Marais Algérie (Algérie).

## Récompenses
- 2006 : Trophée INPI de l'innovation.